# Salix pseudomedemii
Salix pseudomedemii är en videväxtart som beskrevs av E. Wolf. Salix pseudomedemii ingår i släktet viden, och familjen videväxter. Inga underarter finns listade i Catalogue of Life.